# Равалуманана, Ришар
Ришар Равалуманана (фр. и малаг. Richard Ravalomanana; род. 14 декабря 1959) — малагасийский политик и бывший военный офицер, занимающий пост председателя Сената Мадагаскара с 2023 года. Равалуманана недолго исполнял обязанности президента Мадагаскара в 2023 году во время переизбрания Андри Радзуэлины. Некоторые СМИ сообщали, что он сотрудничает с Радзуэлиной.

## Биография
После многих лет военного опыта был назначен командующим жандармерией в 2012 году. С 2022 по 2023 год занимал должность специального советника президента Андри Радзуэлины по вопросам национальной безопасности. Сразу после того, как Разафимахефа был единогласно отстранён от должности председателя Сената на специальной сессии Сената 12 октября 2023 года, были проведены выборы президента Сената. На выборах председателя Сената Равалуманана был избран председателем Сената 15 голосами «за» при 3 воздержавшихся.
27 октября 2023 года Конституционный суд постановил, что президентские полномочия должен осуществлять председатель Сената, и Равалуманана вступил в должность временного президента.